# Marlena Ciechan-Kujawa
Marlena Ciechan-Kujawa, född den 20 juli 1971 i Toruń, är en polsk nationalekonom. Hon är professor vid Nicolaus Copernicus-universitetet i Toruń och specialiserar sig på kontroll, revision och kvalitetsledning.